# Myrmecia browningi
Espèce
Myrmecia browningi est une espèce de fourmis originaire d'Australie. Les plus fortes populations de cette fourmi se trouvent dans l'île Kangourou, située dans le Sud de l'État d'Australie-Méridionale.

## Systématique
L'espèce Myrmecia browningi a été initialement décrite en 1991 par Kazuo Ogata (d), entomologiste japonais, spécialiste des hyménoptères, et par Robert William Taylor (d), myrmécologiste australien.

## Nom vernaculaire et classement
Du fait de son agressivité, cet insecte social est aussi connu sous le nom vernaculaire de « fourmi bouledogue ».
La fourmi bouledogue appartient au genre Myrmecia, à la sous-famille Myrmeciinae.
La plupart des ancêtres des fourmis du genre Myrmecia n'ont été retrouvés que dans des fossiles, à l’exception de Nothomyrmecia macrops, seul parent vivant actuellement.

## Biologie
La taille des ouvrières de l'espèce Myrmecia browningi peut atteindre 21 mm de long. Myrmecia browningi est une fourmi de couleur marron ; cependant, son abdomen est parfois noir. Son corps est couvert de poils blancs épars et courts.

## Étymologie
Son nom spécifique, browningi, lui a été donné en l'honneur de Graeme P. Browning qui a été le premier à reconnaitre en ce taxon une espèce à part entière.

## Publication originale
- (en) K. Ogata et R. W. Taylor, « Ants of the genus Myrmecia Fabricius: a preliminary review and key to the named species (Hymenoptera: Formicidae: Myrmeciinae) », Journal of Natural History, Taylor & Francis, vol. 25, no 6,‎ décembre 1991, p. 1623-1673 (ISSN 0022-2933 et 1464-5262, DOI 10.1080/00222939100771021, lire en ligne).